# Carmen Sevilla
María del Carmen García Galisteo, conhecida artisticamente como Carmen Sevilla (Sevilha, 16 de outubro de 1930 – Madrid, 27 de junho de 2023) foi uma atriz, cantora, dançarina e apresentadora de TV espanhola.

## Vida
Nascida e criada no bairro de Heliópolis, em Sevilha, desde cedo teve contato com as artes graças ao compositor e letrista Antonio García Padilla, seu pai, e ao jornalista satírico José García Rufino, seu avô paterno. Após ingressar em um conservatório, embarcaria rapidamente no mundo artístico na década de 40, e com a ajuda da cantora Estrellita Castro faria sua primeira aproximação dentro da música, iniciando-se como cantor.
Estreou-se como atriz em 1947, participando do filme Serenata española, no qual não foi creditada e teve apenas um pequeno papel. No entanto, apesar de sua primeira intervenção como ator não ter sido tão relevante, ele reapareceria em 1949, estrelando com Jorge Negrete no filme hispano-mexicano Jalisco canta en Sevilla. Após a estreia e o sucesso deste último filme, sua carreira decolaria e ele passaria a realizar diversos trabalhos cinematográficos em sua Espanha natal, além de também atuar internacionalmente em países como França, Estados Unidos e os já citados México.
Entre seus trabalhos mais destacados como atriz, está sua participação nos filmes Violetas imperiales (1952), Gitana tenías que ser (1953), La fierecilla domada (1956), La venganza (1958), Rey de reyes (1961), e El techo de cristal (1971). Na época de sua morte em 2023, ela estava entre os últimos representantes sobreviventes da Era de Ouro do cinema mexicano.

## Filmografia

### Filmes
| Ano  | Título                              | Papel                                               |
| ---- | ----------------------------------- | --------------------------------------------------- |
| 1946 | Hombres ibéricos                    |                                                     |
| 1947 | Serenata española                   | Joven clementina (sem créditos)                     |
| 1949 | Jalisco canta en Sevilla            | Araceli Vargas                                      |
| 1949 | Filigrana                           | Rosario Guadaira (creditada como Carmelita Sevilla) |
| 1949 | La guitarra de Gardel               | Carmelilla                                          |
| 1950 | La Revoltosa                        | Mari Pepa                                           |
| 1950 | Cuentos de la Alhambra              | Mariquilla                                          |
| 1951 | El sueño de Andalucía               | Dolores / Estrellita                                |
| 1952 | El deseo y el amor                  | Lola                                                |
| 1952 | La hermana San Sulpicio             | Gloria Alvargonzález / Irmã San Sulpicio            |
| 1952 | Pluma al viento                     | Héléna Châtelain                                    |
| 1952 | Babes in Bagdad                     | Maura                                               |
| 1952 | Violetas imperiales                 | Violetta                                            |
| 1953 | Muchachas de Bagdad                 | Mohra                                               |
| 1953 | Reportaje                           | María Eugenia Bazán                                 |
| 1953 | La bella de Cádiz                   | Maria-Luisa                                         |
| 1953 | Gitana tenías que ser               | Pastora de los Reyes                                |
| 1954 | Amor sobre ruedas                   | Não credenciado                                     |
| 1954 | Un caballero andaluz                | Esperanza «Colorín»                                 |
| 1955 | La pícara molinera                  | Lucía Villanueva                                    |
| 1955 | Requiebro                           | Paloma Reyes                                        |
| 1955 | Congreso en Sevilla                 | Carmen Fuentes                                      |
| 1956 | La fierecilla domada                | Catalina de Martos y Ribera                         |
| 1956 | El amor de Don Juan                 | Serranilla                                          |
| 1957 | Aventura para dos                   | Mari Zarubia                                        |
| 1957 | Los amantes del desierto            | Princesa Amina                                      |
| 1958 | La venganza                         | Andrea Díaz                                         |
| 1958 | Pan, amor y... Andalucía            | Carmen García                                       |
| 1958 | Secretaria para todo                | Cristina                                            |
| 1961 | Rey de reyes                        | María Magdalena                                     |
| 1962 | El secreto de Mónica                | Mónica Durán                                        |
| 1962 | El balcón de la luna                | Charo Ríos                                          |
| 1964 | Crucero de verano                   | Patricia                                            |
| 1966 | Camino del Rocío                    | Esperanza Aguilar                                   |
| 1967 | La guerrillera de Villa             | Reyes Mendoza                                       |
| 1969 | El taxi de los conflictos           | Cantora                                             |
| 1969 | Un adulterio decente                | Fernanda                                            |
| 1970 | El Relicario                        | Virginia / Soledad                                  |
| 1970 | Enseñar a un sinvergüenza           | Rosana Cubero                                       |
| 1970 | Una señora llamada Andrés           | Elisa                                               |
| 1971 | El techo de cristal                 | Marta                                               |
| 1971 | El apartamento de la tentación      | Julieta                                             |
| 1971 | Embrujo de amor                     | Sovira                                              |
| 1972 | La cera virgen                      | María / Wanda                                       |
| 1972 | Marco Antonio y Cleopatra           | Octavia                                             |
| 1972 | El más fabuloso golpe del Far-West  | Marion                                              |
| 1973 | Nadie oyó gritar                    | Elisa                                               |
| 1973 | No es bueno que el hombre esté solo | Lina                                                |
| 1974 | Dormir y ligar: todo es empezar     | Ela mesma (sem créditos)                            |
| 1974 | Sex o no sex                        | Angélica                                            |
| 1974 | La loba y la paloma                 | Sandra                                              |
| 1974 | Una mujer de cabaret                | Rita Medina                                         |
| 1975 | La cruz del diablo                  | Maria                                               |
| 1975 | Strip-tease a la inglesa            |                                                     |
| 1975 | Terapia al desnudo                  | Doutora Sol Esteve                                  |
| 1976 | Nosotros los decentes               | María                                               |
| 1976 | Beatriz                             | Doña Carlota                                        |
| 1976 | La noche de los cien pájaros        | Juana                                               |
| 1976 | Guerreras verdes                    | Dolores / Rosa                                      |
| 1976 | La promesa                          |                                                     |
| 1977 | El apolítico                        | Andrea                                              |
| 1977 | Muerte de un quinqui                | Marta                                               |
| 1978 | Rostros                             | A mulher                                            |

### Apresentadora
| Ano       | Título                    |
| --------- | ------------------------- |
| 1991-1997 | Telecupón                 |
| 1992      | Se acabó la siesta        |
| 1992      | Gala - Noche española     |
| 1993      | Date un respiro           |
| 1993      | Mañana serán estrellas    |
| 1993      | Gala - ¡Felicidades mamá! |
| 1993-1994 | ¿Se puede?                |
| 1994      | Gala del Carmen           |
| 1995      | En directo contigo        |
| 1998      | La noche de Carmen        |
| 1998      | Telemaratón               |
| 1998      | Queridos presentadores    |
| 1999-2000 | Querida Carmen            |
| 2001      | Nuestras canciones        |
| 2003      | Campanadas fin de año     |
| 2004-2010 | Cine de barrio            |

### Séries de TV
| Ano       | Título      | Papel |
| --------- | ----------- | ----- |
| 1999-2000 | Ada Madrina | Ada   |

### Telenovelas
| Ano  | Título          | Papel     |
| ---- | --------------- | --------- |
| 1986 | La viuda blanca | Alejandra |

## Álbuns de estúdio
| Ano  | Título                                              | Rótulo         |
| 1955 | Estrellas de la canción                             | Regal          |
| 1957 | Banda original de la película Pan, amor y Andalucía | Phillips       |
| 1958 | Así canta...serie 3                                 | Regal          |
| 1959 | Vuelve Carmen Sevilla                               | Philips        |
| 1960 | La luna me engañó                                   | Philips        |
| 1960 | Canta para usted                                    | Philips        |
| 1960 | Coplas de mi España                                 | Philips        |
| 1960 | Festival                                            | Philips        |
| 1960 | Carmen Sevilla                                      | Columbia       |
| 1961 | Carmen Sevilla canta canciones de Augusto Algueró   | Philips        |
| 1963 | Para sus amigos                                     | Algueró Discos |
| 1963 | Canta temas de El secreto de Mónica                 | Philips        |
| 1964 | Crucero de verano                                   | Philips        |
| 1965 | Flamenca Ye-Yé                                      | Philips        |
| 1965 | Carmen Sevilla en T.V.E.                            | Philips        |
| 1966 | Cariño trianero                                     | Belter         |
| 1966 | El ángel de la guarda                               | Pergola        |
| 1967 | Castillito de arena                                 | Belter         |
| 1967 | Banda sonora de la película La guerrillera de Villa | Belter         |
| 1969 | Mis noches de Madrid                                | Belter         |
| 1970 | Te quiero, te quiero                                | Belter         |
| 1971 | Sevillanas en la feria / Sevillanas del rocío       | Belter         |
| 1972 | Amor latino                                         | Belter         |
| 1972 | Cera virgen                                         | Belter         |
| 1973 | Palabras, palabras                                  | Belter         |
| 1973 | El show de Carmen Sevilla Y Augusto Algueró         | Belter         |
| 1974 | Carmen de España                                    | Olympo         |

## Álbuns compilações
| Ano  | Título             | Rotulo     |
| 1997 | Carmen Sevilla     | Odeon      |
| 2005 | Carmen de España   | Divucsa    |
| 2008 | Grandes éxitos     | OK Records |
| 2012 | La novia de España | EMI        |